# Warner TV
Warner TV è una rete televisiva internazionale di proprietà di Warner Bros. Discovery presente in America Latina, Europa e in parte dell'Asia. Trasmette serie tv, film americani e cartoni animati Warner Bros. di ogni genere.
Il canale ha sedi in Brasile, Colombia, Cile, Singapore, Malesia e Miami.

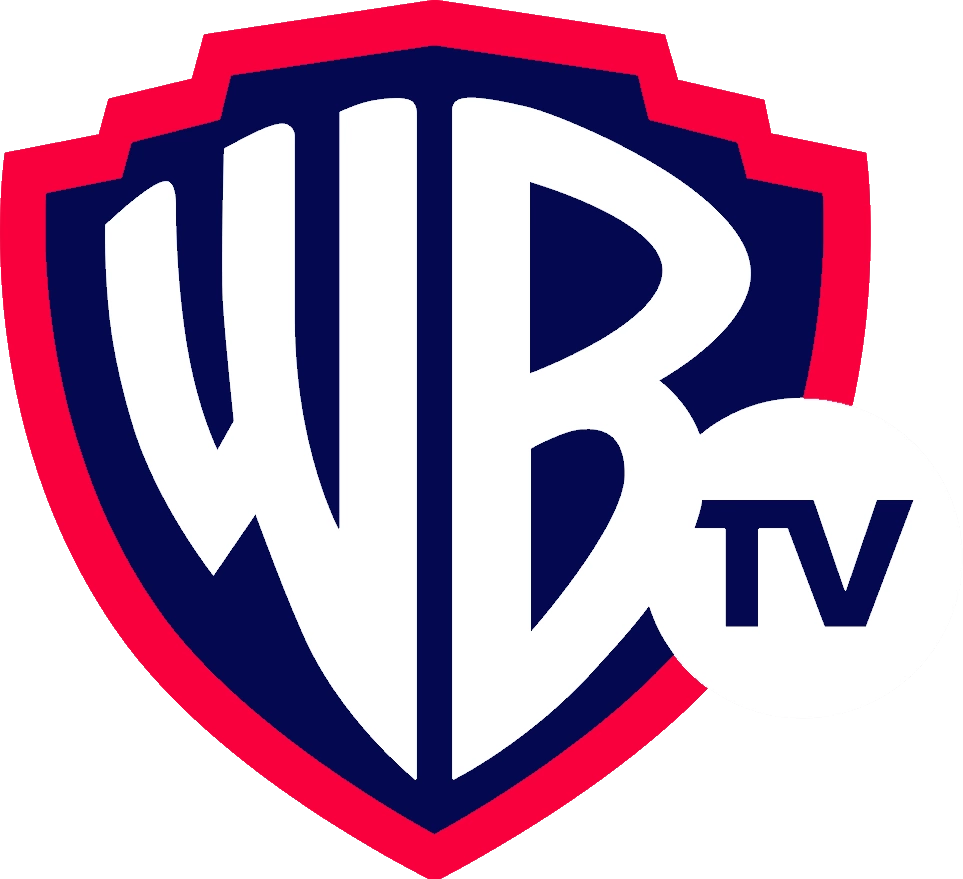
Logo usato in America Latina

## Lancio
| Luogo            | Data              |
| ---------------- | ----------------- |
| America Latina   | 30 settembre 1995 |
| Asia             | 1º aprile 2010    |
| Filippine        | 15 marzo 2015     |
| Francia          | 9 novembre 2017   |
| Germania         | 25 settembre 2021 |
| Polonia, Romania | 23 ottobre 2021   |
| Italia           | 30 ottobre 2022   |
| Spagna           | 14 aprile 2023    |
| Rep. Ceca        | 2 aprile 2024     |

## Palinsesto
Il catalogo del palinsesto del canale, nel complesso, è tratto dalla libreria della Warner Bros. (compresi i Looney Tunes e altri cartoni animati come Scuola di polizia, Tazmania, Batman, I favolosi Tiny, Animaniacs, Mignolo e Prof., Freakazoid! e I misteri di Silvestro e Titti), che ne ha concesso in licenza il nome al canale fino al 2019. Una buona parte della programmazione va in onda nei vari Paesi in lingua originale sottotitolata a seconda della zona; tuttavia, esistono alcune produzioni doppiate.